# نوكيا 1 بلس
النوكيا 1 بلس (بالإنجليزية: Nokia 1 Plus)‏ (معروف أيضًا بنوكيا 1.1) هو هاتف ذكي ذو تكلفة منخفضة من نوكيا تم إطلاقه في عام 2019 كخليفة لهاتف نوكيا 1.

## المواصفات
يعمل نوكيا 1 بلس بنظام (Android Go edition) من أندرويد باي. يحتوي على معالج (MediaTek MT6739WW) نظام على شريحة مع 1 جيجابايت من ذاكرة الوصول العشوائي و8 جيجابايت من الذاكرة الداخلية. الجهاز يحتوي على كاميرا أمامية بدقة 5 ميجابكسل وكاميرا خلفية بدقة 8 ميجابكسل مع فلاش.

## الاستقبال
حظي نوكيا 1 بلس بمراجعات متباينة إلى إيجابية، حيث أشاد ديفيد لامب من تيك رادار بالمواصفات المقبولة مقابل السعر وغطاء الجهاز القابل للإزالة المتين، في حين انتقد الأداء وسعة التخزين الضعيفة.